# Axel Toupane
Axel Toupane (nacido el 22 de julio de 1992 en Mulhouse) es un jugador de baloncesto francés que actualmente juega en el Homenetmen Beirut de la liga de Líbano. Con 2,01 metros de altura, juega en la posición de escolta. Su padre es el entrenador y jugador de baloncesto Jean-Aimé Toupane.
Axel Toupane se graduó en la Universidad Bocconi, en HEC Paris y en la Emlyon Business School.

## Trayectoria deportiva

### Profesional

#### Francia
Durante su etapa de juvenil jugó en las categorías inferiores del  Élan Béarnais Pau-Orthez y del Strasbourg IG, llegando al equipo absoluto de este último en 2011. Allí jugó 4 temporadas, en las que promedió 5,5 puntos y 2,2 rebotes por partido. En su última temporada ganó la Copa de Francia y la Leaders Cup.

#### NBA
Se presentó al Draft de la NBA de 2014, pero no fue elegido. Tras jugar las Ligas de Verano de la NBA con los Dallas Mavericks, regresó al Strasbourg IG. Al año siguiente fichó por Toronto Raptors, pero fue cortado antes del comienzo de la temporada.
Poco después fichó por los Raptors 905 de la NBA D-League como jugador afiliado. Tras promediar 14,6 puntos y 5,6 rebotes en 32 partidos, el 3 de marzo de 2016 firma un contrato de 10 días con los Denver Nuggets de la NBA, firmando después un segundo contrato por otros 10 días.
Regresó posteriormente a los Raptors 905, hasta que el 15 de febrero de 2017 firmó un contrato por diez días con los Milwaukee Bucks. Tras dos partidos es despedido, volviendo a los Raptors. El 10 de abril firmó hasta final de temporada con los New Orleans Pelicans.

#### Europa
[actualizar]

#### Regreso a la NBA
El 15 de marzo de 2021 firmó de nuevo con los Milwaukee Bucks un contrato dual.
El 20 de julio de 2021 consiguió, con los Bucks, su primer anillo de campeón tras vencer a los Phoenix Suns en las Finales de la NBA.

#### Vuelta a Francia
El 5 de enero de 2022, firma por el Paris Basketball de la LNB Pro A.
En agosto de 2023 firma por el Metropolitans 92 de la LNB Pro A.
El 31 de enero de 2025 firmó con el Homenetmen Beirut de la Liga Libanesa de Baloncesto.

### Selección nacional
Como miembro del equipo júnior de Francia, diputó el EuroBasket Sub-20 de 2011, donde ganaron la medalla de bronce.
Al año siguiente, ganaron la plata en el EuroBasket Sub-20 de 2012. 
Luego fue miembro de la selección absoluta francesa, con la que disputó el EuroBasket 2017, finalizando en decimosegunda posición y el Mundial de 2019 donde obtuvieron el bronce.

## Estadísticas de su carrera en la NBA
|  | Denota temporada en la que ganó un Campeonato de la NBA |

### Temporada regular
| Año     | Equipo      | PJ | PT | MPP  | %TC  | %3P  | %TL  | RPP | APP | ROB | TPP | PPP |
| ------- | ----------- | -- | -- | ---- | ---- | ---- | ---- | --- | --- | --- | --- | --- |
| 2015-16 | Denver      | 21 | 0  | 14.5 | .357 | .325 | .765 | 1.5 | .7  | .3  | .3  | 3.6 |
| 2016-17 | Milwaukee   | 2  | 0  | 3.0  | .000 | .000 | .000 | .0  | .0  | .0  | .0  | .0  |
| 2016-17 | New Orleans | 2  | 0  | 20.5 | .625 | .333 | .000 | .5  | .0  | .5  | .5  | 5.5 |
| 2020-21 | Milwaukee   | 8  | 1  | 7.6  | .364 | .500 | .714 | .8  | .5  | .3  | .4  | 1.8 |
| Total   | Total       | 33 | 1  | 14.1 | .378 | .326 | .750 | 1.2 | .6  | .3  | .3  | 3.1 |

### Playoffs
| Año   | Equipo    | PJ | PT | MPP | %TC  | %3P  | %TL | RPP | APP | ROB | TPP | PPP |
| ----- | --------- | -- | -- | --- | ---- | ---- | --- | --- | --- | --- | --- | --- |
| 2021  | Milwaukee | 4  | 0  | 2.5 | .500 | .500 | —   | 1.0 | .0  | .0  | .0  | 1.2 |
| Total | Total     | 4  | 0  | 2.5 | .500 | .500 | —   | 1.0 | .0  | .0  | .0  | 1.2 |